# Primula breviscapa
Primula breviscapa är en viveväxtart som beskrevs av Adrien René Franchet. Primula breviscapa ingår i släktet vivor, och familjen viveväxter. Inga underarter finns listade i Catalogue of Life.